# 苛苛苏盐湖
苛苛苏盐湖是一个位于中国新疆维吾尔自治区阿勒泰地区的盐湖，面积约为5.36平方千米，属于蒙新高原区。它的一级流域为内流区诸河，二级流域为准葛尔内流区。